# Wakami Lake Provincial Park
Wakami Lake Provincial Park är en park i Kanada.   Den ligger i provinsen Ontario, i den sydöstra delen av landet, 600 km väster om huvudstaden Ottawa. Wakami Lake Provincial Park ligger 441 meter över havet.
Terrängen runt Wakami Lake Provincial Park är platt. Trakten runt Wakami Lake Provincial Park är nära nog obefolkad, med mindre än två invånare per kvadratkilometer.. Det finns inga samhällen i närheten. 
I omgivningarna runt Wakami Lake Provincial Park växer i huvudsak blandskog.